# Elise Eskilsdotter
Elise Eskilsdotter (Elise Eskildsdatter) (f. c. 1483) va ser una noble i una pirata noruega.
Elise era la filla d'Eskild Ågesen i Elisabeth Jakobsdatter Hegle. El seu pare era cavaller d'Escània. Prop del 1420, es va casar amb el noble noruec Olav Nilsson (c. 1400-1455) que era membre de la família noble Skanke.
Olav Nilsson va ser membre del Riksråd de Noruega. Va ser nomenat cavaller pel rei Eric de Pomerània el 1430. El 1438, va ser nomenat capità de Bergenhus. Al voltant del 1440, es va convertir en senyor feudal de Ryfylke, Rogaland (Noruega). Va ser un terratinent ric amb propietats tant a Noruega com a Dinamarca. Més tard, Olav va servir al rei Cristià I de Dinamarca com a corsari durant la Guerra Danesa-Hanseática (1426-1435). Després del Tractat de Vordingborg al juliol de 1435, el rei Cristià va fer la pau amb la Lliga Hanseática. No obstant això, Olav va continuar atacant vaixells mercants alemanys contra els desitjos del rei. Com a conseqüència, el 1453 el rei va destituir a Olav. El 1455, Olav Nilsson va ser assassinat a l'Abadia de Munkeliv juntament amb el seu fill Nils, el seu germà Peder Nilsson Skanke, així com Leif Thor Olafsson, bisbe de Bergen.
Després de la seva mort, Elise Eskilsdotter i els seus fills van liderar una guerra oberta contra el comerç dels mercaders alemanys de Bergen. El seu fill major, Olav, va morir en un naufragi el 1465, però el fill més jove Axel va continuar el negoci. Igual que molts altres membres de la noblesa noruega, també es va oposar al govern danès sobre Noruega. El 1468, el rei Cristià I de Dinamarca va confiscar el seu feu perquè ja no confiava en la seva lleialtat. Elise va morir al voltant de 1483.